# Ondas transversais
Ondas transversais são aquelas em que a direção de vibração é perpendicular à direção de propagação da onda.
Uma onda em uma corda é um exemplo de onda transversal, pois quando a movimentamos no sentido vertical (para cima e para baixo), uma onda se propaga pela corda na direção horizontal (da esquerda para a direita), nesse caso cada ponto ao longo da corda realiza um movimento vertical, perpendicular ao movimento da onda com relação a corda.

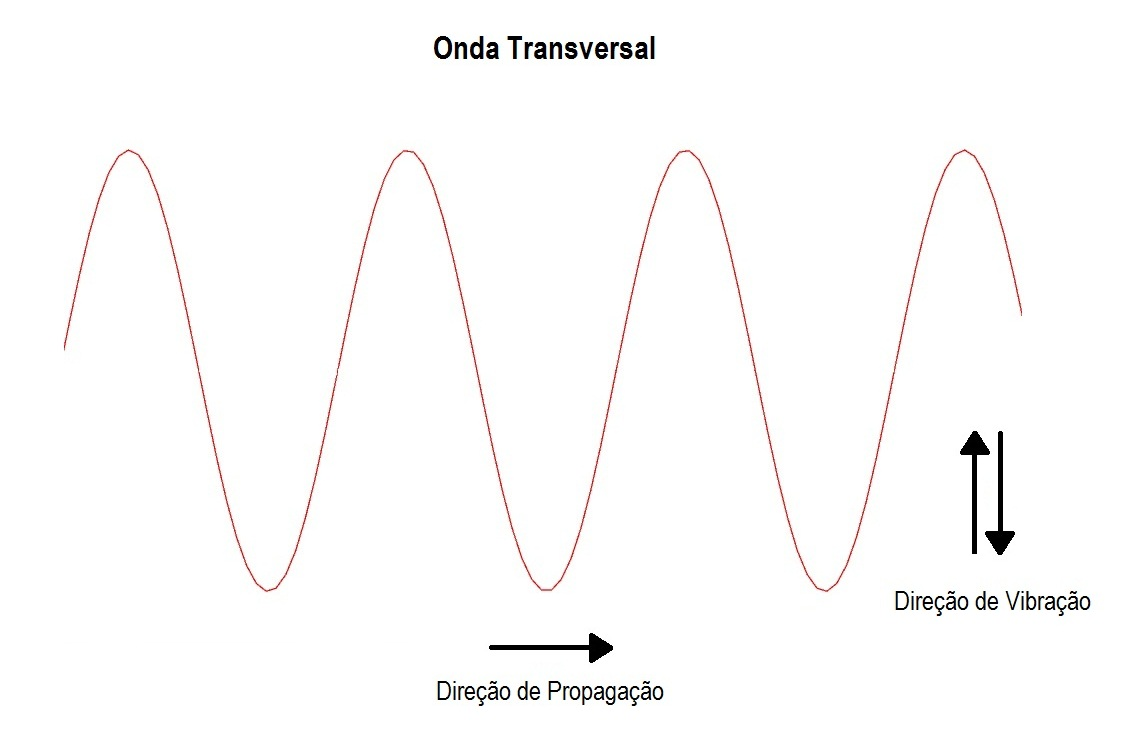
A onda se propaga no sentido horizontal e vibra no sentido vertical

## Polarização
Apenas ondas transversais podem ser polarizadas. 
Exemplos de ondas de corpo transversais são as ondas sísmicas secundárias ou S, que se propagam da direita para a esquerda, com a superfície movimentando-se perpendicularmente à direcção de propagação da onda sísmica.

## Velocidade transversal da onda
O deslocamento da onda no sentido vertical é descrito por
{\displaystyle y=A\sin(kx-\omega t)}
Onde:
{\displaystyle A} é a amplitude da onda;
{\displaystyle k={\frac {2\pi }{\lambda }}} é o número de onda;
{\displaystyle x} é o a posição horizontal;
{\displaystyle \omega } é a velocidade angular.

Derivando a posição y em relação ao tempo temos a velocidade em y, ou seja, a velocidade transversal
{\displaystyle u={\frac {\partial y}{\partial t}}=-\omega A\cos(kx-\omega t)}